# Галактоза
Галактозата (от гръцки γάλακτος галактос „мляко“) е алдохексоза – монозахарид, съставен от шест въглеродни атома, имащ алдехидна функционална група. Тя е C-4 епимер на глюкозата.
Галактан е полимер, изграден от галактозни мономери, който се открива в хемицелулозата. Може да се разгради до галактоза чрез хидролиза.

## Структура и изомерия
Във воден разтвор се формират пръстени петатомни (галактофураноза) и шестатомни (галактопираноза), като значително преобладават пиранозните форми.
| D-Галактоза              | D-Галактоза              | D-Галактоза             |
| Линейна форма            | Пръстенна форма          | Пръстенна форма         |
| ------------------------ | ------------------------ | ----------------------- |
|                          | α-D- Галактофураноза 1%  | β-D- Галактофураноза 3% |
| α-D- Галактопираноза 32% | β-D- Галактопираноза 64% |                         |

## Специфична оптична ротация
- α-D-Галактопираноза: [α]20°/D = +150,7°
- β-D-Галактопираноза: [α]20°/D = +52,8°

## Лактозен компонент
Галактозата посредством реакция на кондензиране се свързва с глюкоза (чрез β-1→4 гликозидна връзка), като се получава дизахаридът лактоза. Хидролизата на лактоза до глюкоза и галактоза се катализира от ензима лактаза или β-D-галактозидаза. Този ензим е продукт на лак оперона в Ешерихиа коли.
В човешкото тяло глюкозата се трансформира до галактоза посредством процес, наречен хексонеогенеза, за да се осигури необходимата лактоза за млечните жлези по време на лактация. Все пак основно галактозата от майчиното мляко има екзогенен прозход и само 35±6% са продикт на de novo синтеза.

## Галактозен метаболизъм
Галактозата е по-нестабилна от глюкозата и по-често причинява образуването на неспецифични гликоконюгати с липидите и протеините в кръвта. Това е причина метаболитният път за бързо трансформиране на галактоза до глюкоза да е силно консервативен сред различните биологични видове.
Главният метаболитен път за галактозата се нарича цикъл на Leloir, макар че е установено и наличието на алтернативни пътища като De Ley Doudoroff пътя при някои видове. Начален субстрат е β-D-галактозата, а крайният продукт УДФ-глюкоза (уридин дифосфат-глюкоза). Начално стъпало е конвертирането на β-D-галактозата до α-D-галактоза от ензима, мутаротаза (GALM). След това галактокиназата (GALK) фосфорилира α-D-галактозата до галактозо-1-фосфат (Гал-1-Ф). Галактозо-1-фосфат уридилтрансферазата (GALT) прехвърля УМФ-на група (уридилмонофосфат) от УДФ-глюкоза (уридилдифосфат-глюкоза) към Гал-1-ф формирайки УДФ-галактоза. Накрая, УДФ-галактозо 4' епимеразата (GALE) конвертира УДФ-галактозата до УДФ-глюкоза, затваряйки цикъла.